# Райт, Клиффорд
Кли́ффорд Райт (англ. Clifford Emerson Wright; 21 сентября 1927 года, Саскатун, Саскачеван, Канада — 9 декабря 2014 года, там же) — канадский политик, мэр Саскатуна (1976—1988), офицер ордена Канады (1998).
Райт занимал пост мэра города дольше всех, за исключением Henry Dayday. Кроме того, он был первым мэром города, рождённым в Саскатуне.

## Биография
Райт изучал инженерное дело в университете Саскатуна (U of S), а затем стал работать в Smith Brothers and Wilson Construction. Позднее Райт стал владельцем компании.
С 1966 по 1988 год Райт состоял в городском совете Саскатуна. В 1976—1988 годы был мэром города. С 1989 по 1983 год Райт работал на федеральное правительство.
В 1983 году Райт стал председателем калийной корпорации Саскачевана, а в 1988 году президентом Future Corporation, которая занималась организацией празднования 85-летия провинции.
Райт также возглавлял совет директоров городского госпиталя и королевского университетского госпиталя. С 1992 по 1995 годы руководил комиссией по здравоохранению Саскатуна. Райт также принимал участие в работе многих других общественных организаций, включая United Way, YMCA, Big Brothers, Big Sister и других.
Был женат, четверо детей, внуки.

## Политическая карьера
В 1965 году Райт впервые баллотировался в городской совет, но не был избран. Выборы прошли успешно уже в следующем, 1966 году. В 1967—1976 годы Райт был членом муниципалитета, а с 1976 года — мэром города.
Райт занимался созданием таких проектов как Wanuskewin Heritage Park, Meewasin Valley Authority, Circle Drive Bridge, Field House, Harry Bailey Aquatic Centre, Saskatchewan Place (в настоящее время Credit Union Centre).

## Награды
Райт получил различные награды:
- CFQC человек года (1988)
- Почётный доктор университета Саскачевана (1988)[2]
- Офицер ордена Канады (1998)[3]
- Saskatchewan Order of Merit (1999)
- Медаль, посвящённая 100-летию образования Саскачевана (2005)